# Шевченко Ірина Вікторівна
Іри́на Ві́кторівна Шевче́нко (1 листопада 1970 — 1 липня 2019) — українська військовослужбовиця, волонтерка, продавчиня Дніпровського ринку, сержантка Збройних сил України, учасниця російсько-української війни.

## Життєпис
Народилася 1 листопада 1970 року в селі Дар'ївка (Білозерський район, Херсонська область); мати померла дуже рано. Мешкала у Херсоні, працювала продавчинею риби на херсонському Дніпровському ринку.
Активна учасниця Революції гідності, херсонського Євромайдану. 
Першими з українських військовиків на ділянці з окупованим Кримом стали солдати 79-ї бригади, які на той час не мали організованого забезпечення. Мешканці сіл, а згодом і Херсона, взяли це на себе — скуповували на ринках продукти, у мисливських крамницях — зелений одяг; везли це на Каланчак, організовували передачі. Згодом 79-ту бригаду замінила 30-та окрема механізована бригада. Хаотична допомога військовикам переросла в організовану волонтерську групу «Херсонська Чайка», волонтеркою якої була Ірина Шевченко. Допомагала армії на адмінкордоні з Кримом, по тому регулярно їздила на східний фронт. Зароблене витрачала на борошно та яйця, пекла пироги на фронт, коли біля Донецька та Іловайська вже точилися важкі бої.
У 2014 році пішла навчатися до медичного загону швидкого реагування «Влад»; пройшла кілька медичних курсів — як волонтерка загону «Влад» та два курси в Києві. Викладала тактичну медицину на полігоні «Широкий Лан». 
11 травня 2015 року вступила на військову службу за контрактом, санінструкторкою 1-ї роти 1-го десантно-штурмового батальйону, по тому — радіотелефоністка-санінструкторка бригадного медпункту 2-го батальйону 36-ї бригади. Крім прямих обов'язків, готувала, прала, телефонувала родинам колег, опікувалася бійцями-сиротами. Того ж року батальйон зайшов до Широкиного і всі ротації до 2019-го пробув там.
1 липня 2019 року під час виїзду на евакуацію пораненого поблизу села Водяне (Волноваський район) санітарний автомобіль Hummer HMMWV, у якому перебувала Ірина Шевченко, був обстріляний з ПТРК. Внаслідок прямого влучення ракети водій Сергій Майборода загинув на місці; Ірина Шевченко дістала тяжкі поранення та опіки, померла в лікарні міста Маріуполь у віці 48 років.
3 липня 2019 року похована в Херсоні, на кладовищі Геологів, Алея Героїв.
В Ірини Шевченко залишилася сестра.

## Нагороди та вшанування
- Орден «За мужність» II ступеня (23 серпня 2019, посмертно) — за особисту мужність і самовіддані дії, виявлені у захисті державного суверенітету та територіальної цілісності України.[4]
- Орден «За мужність» III ступеня (29 грудня 2016) — за особисту мужність, самовідданість і високий професіоналізм, виявлені у захисті державного суверенітету та територіальної цілісності України, зразкове виконання військового обов'язку.[5]
- медаль «За участь у бою»[2]
- У Львові на алеї героїнь у парку Богдана Хмельницького висаджено дерево в її пам'ять[джерело?].
- У 2020 році у Дар'ївській школі імені Андрія Шульги було відкрито меморіальну дошку[6].